# Barry Van Dyke
Barry Wayne Van Dyke (Atlanta, 31 juli 1951) is een Amerikaans acteur.
Van Dyke is zoon van acteur Dick Van Dyke en Margie Willett. Hij maakte zijn televisiedebuut in 1962 in een programma van zijn vader, The Dick Van Dyke Show. Hij werd in Nederland onder meer bekend door zijn rol als detective Steve Sloan, zoon van Dr. Mark Sloan (gespeeld door zijn vader) in Diagnosis Murder (1993-2001). Een aantal afleveringen van deze serie werd door Van Dyke zelf geschreven. In Murder 101, dat sinds 2006 wordt uitgezonden door Hallmark Channel, speelt hij opnieuw naast zijn vader. Overigens speelden ook Barry's zoons Shane en Carey mee in deze serie.
Andere televisieseries waar Van Dyke in acteerde zijn onder meer Galactica 1980 (1980), The Love Boat (1980-1986) en Airwolf (1987).